# Tuzköy
Tuzköy is een dorp in Centraal-Turkije (Cappadocië) bij de stad Nevşehir met circa 1300 inwoners.
Het dorp kreeg samen met het nabijgelegen Karain bekendheid in de wetenschap door de hoge incidentie (tot 1000 maal hoger dan normaal) van een bepaald soort kanker, mesothelioom. Het voorkomen van de anderszins zeldzame kankersoort, elders meestal in verband staand met blootstelling aan bepaalde asbest-mineralen, bleek in Tuzköy echter veroorzaakt door een ander soort mineraal uit de zeoliet-groep, erioniet. Een combinatie van vulkanisch gesteente, vocht- en zoutgehalte, zorgt voor het ontstaan van erioniet. 
De Turkse overheid is momenteel (2010) nieuwe huizen aan het bouwen dicht bij het huidige Tuzköy waar de bewoners in de toekomst naartoe kunnen/moeten verhuizen.